# Temporada 2012 de IndyCar Series
La temporada 2012 de la IZOD IndyCar Series fue la temporada 101 de los campeonatos de monoplazas fórmula más importante de Estados Unidos, y la 17° temporada de la IndyCar Series, este año contó con la implementación de un nuevo modelo de coche de carreras, producto del Proyecto ICONIC. El Defensor del Título fue Dario Franchitti. El campeonato comenzó el 25 de marzo y finalizó 15 de septiembre de 2012 y contó 15 carreras siendo por primera vez en la historia del certamen y tras el accidente mortal de Dan Wheldon en la temporada pasada, el campeonato con menos pruebas en ovalos por cuestiones de seguridad.
La carrera que se iba a ser en China, se suspendió por cuestiones de promotor.

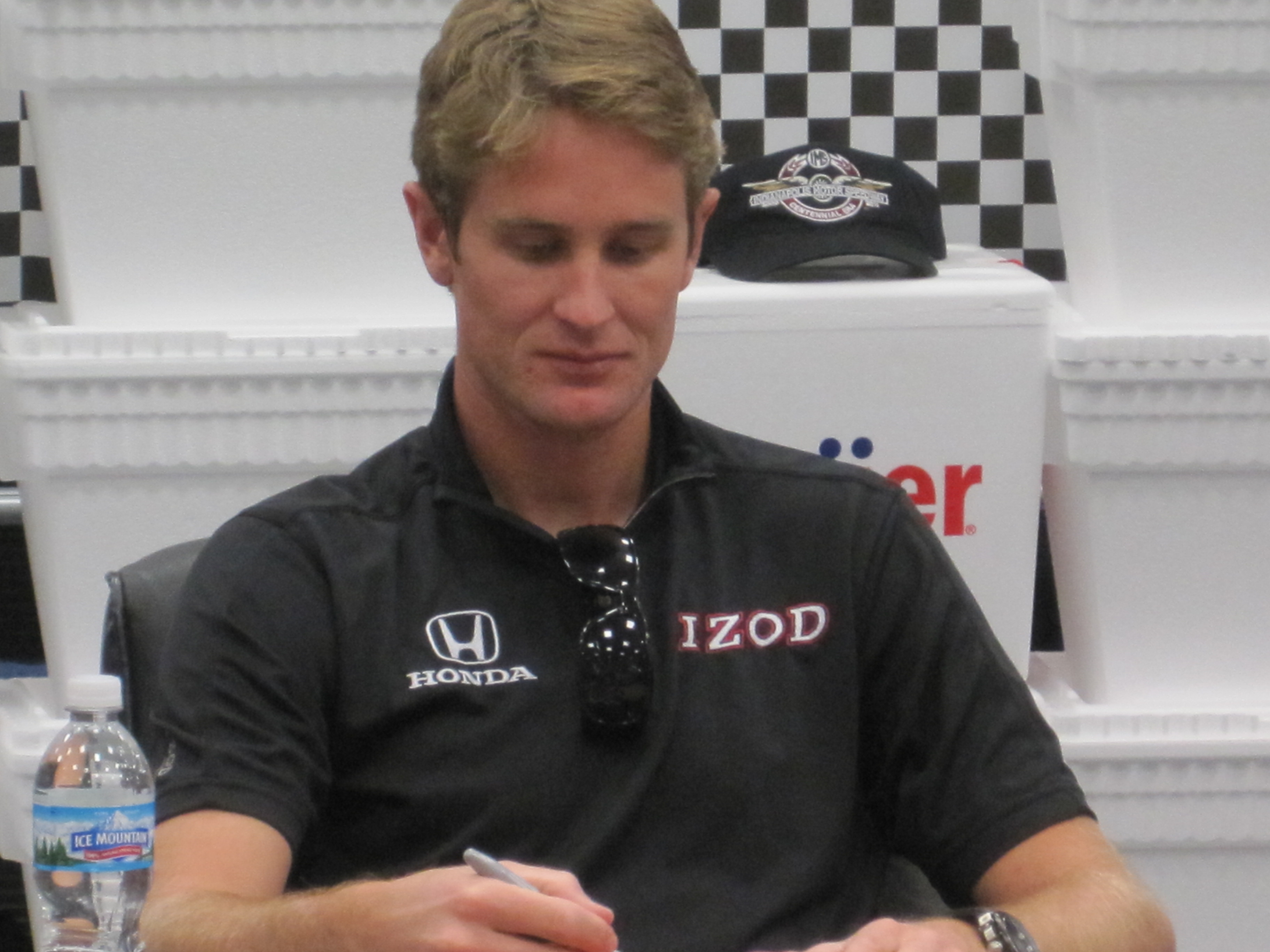
Ryan Hunter-Reay, Ganó el campeonato de pilotos y de ovalos.

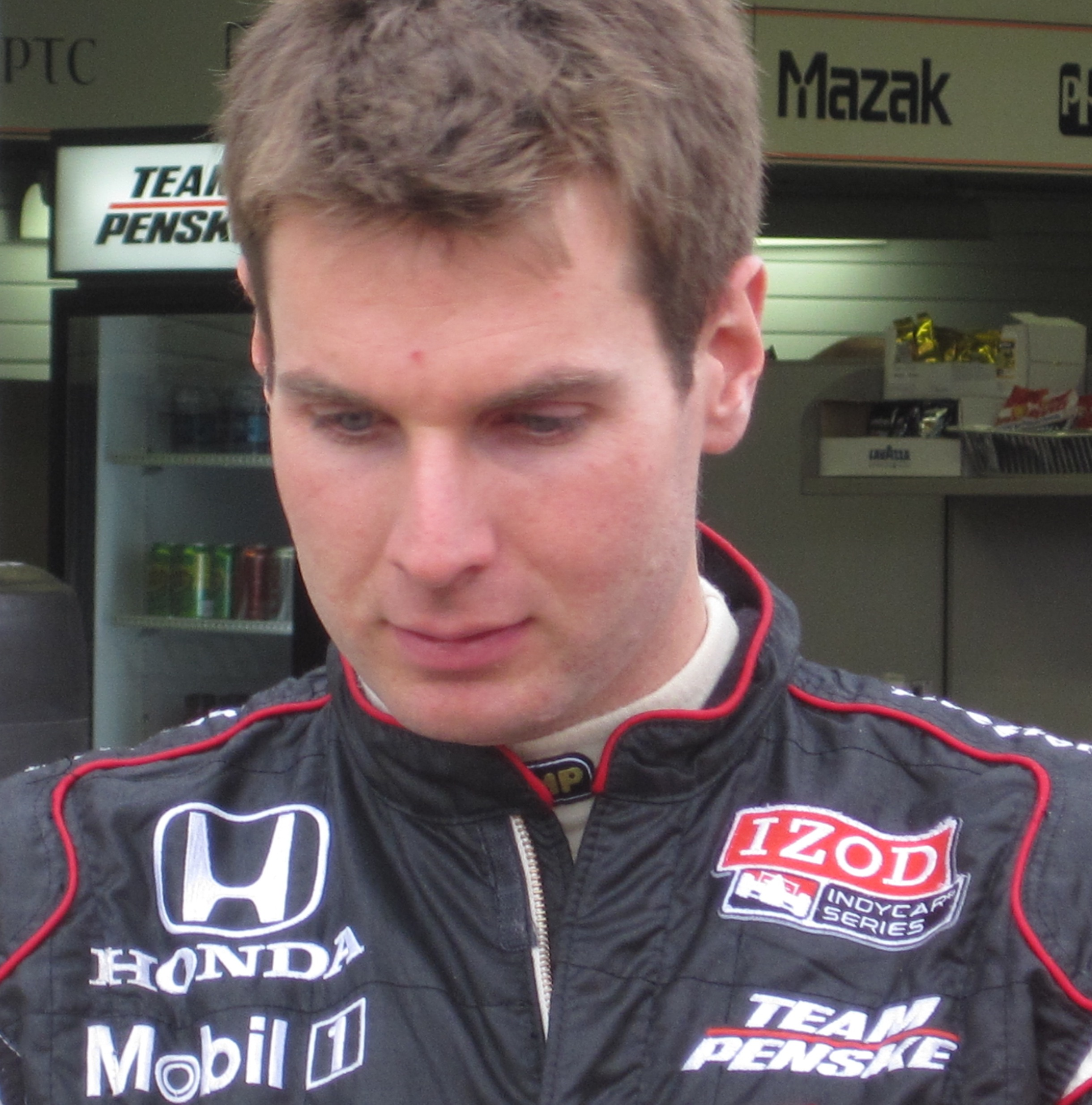
Will Power, quedó subcampeón del campeonato 2012 y terminó ganando el campeonato de circuitos.

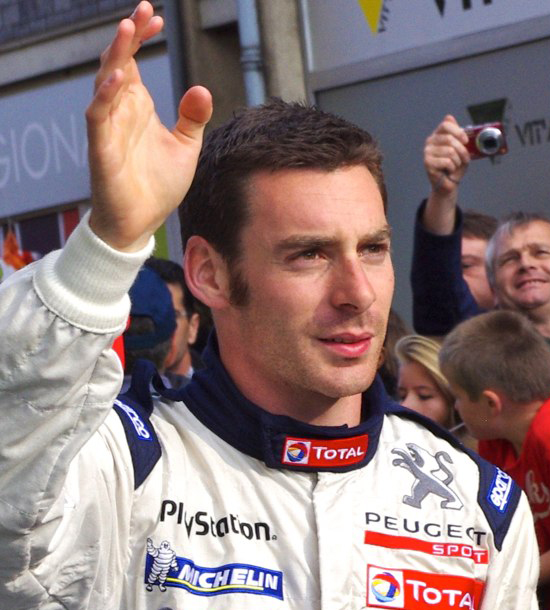
El piloto francés Simon Pagenaud, se quedó con el título de novatos en la temporada 2012 de la IndyCar Series.

## Cambios para la temporada

### Proyecto ICONIC
La temporada 2012 es el año de estreno del proyecto ICONIC para la Serie IndyCar Series, (dichas siglas en inglés significa Nuevo Coche Monoplaza de Carreras Innovador, Competitivo para la Industria de Bajo Costo, Efectivo y Relevante), un cambio realizado sobre el diseño y especificaciones del coche, siendo el cambio más grande que se ha hecho para el deporte recientemente. El coche anterior, que se utilizó hasta la temporada pasada, el modelo del 2003 de Dallara, el IR-05, de motor V8 y de aspiración natural (de acuerdo al reglamento para la normativa del coche que se implementó desde 1997) se retiró de manera permanente.

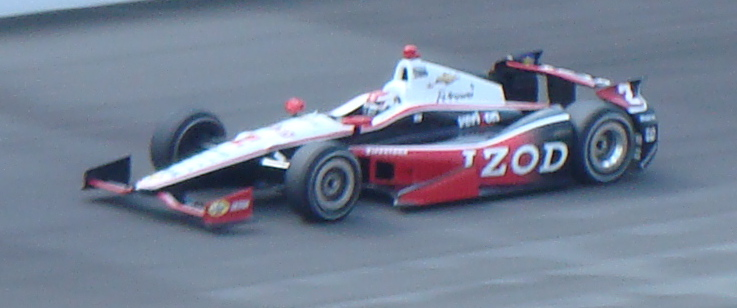
El Dallara DW12, el nuevo coche de la IndyCar Series desde la temporada 2012, es el resultado del Proyecto ICONIC, el proyecto que se vinculó para entrar en la nueva década desde 2012 como imagen de renovación de la serie con miras a resaltar y resurgir de la serie de autos monoplaza tipo Indy.

El comité ICÓNICO está compuesto por expertos técnicos y ejecutivos de las carreras: Randy Bernard, William R. Looney III, Brian Barnhart, Gil de Ferran, Tony Purnell, Eddie Gossage, Neil Ressler, Tony Cotman y Rick Long Los jefes máximos de la IndyCar aceptaron las propuestas de las mejores marcas como Dallara, DeltaWing, Lola y Swift, mostrando sus mejores diseños técnicos disponibles, para el diseño de chasis. El 14 de julio de 2010, la decisión final fue hecha pública, con los organizadores de aceptando la propuesta final de Dallara.

### Nuevo chasis
Bajo las regulaciones reglamentarias del Proyecto ICONIC, todos los equipos deberán competir con un chasis móvil de núcleo, llamado "Célula de Seguridad de coche IndyCar", desarrollada por el diseñador italiano Dallara. Los equipos ahora son equipados con un chasis que tiene la característica de estar separada de la carrocería, conocida como "Aero kit", que consiste en los alerones delanteros y traseros, los pontones y el capó del motor. Desarrollo de los kits aerodinámicos está abierto para cualquier fabricante, con todos los paquetes puestos a disposición para todos los equipos a un precio máximo. El miembro del comité del proyecto ICÓNIC, Tony Purnell, hizo una invitación abierta a los fabricantes de automóviles y empresas como Lockheed Martin y la GE para desarrollar nuevos kits aerodinámicos.
La célula de seguridad del nuevo coche IndyCar se limita en 2012 a un precio de 349.000 dólares, y se montará en una nueva instalación de Dallara instalación en Speedway, Indiana. El Aero Kit tendrá un tope de 70.000 dólares. Los equipos tienen la opción de comprar una célula de seguridad Dallara completa, incluyendo el kit aerodinámico a un precio reducido.
El 12 de mayo de 2011, Dallara, dio a conocer los primeros Concept Car, uno para correr en pruebas en los Ovalos y uno que usa el kit aerodinámico para las competencias en circuitos mixtos.
El 30 de abril de 2011, los propietarios de IndyCar votaron 15-0 para rechazar la introducción de múltiples accesorios para el kit aerodinámico para la temporada 2012, debido a sus costos. Los propietarios expresaron su deseo de introducir el nuevo chasis y los nuevos motores para el 2012, pero todos los participantes tendrán utilizan el paquete aerodinámico de Dallara en 2012, retrasando la introducción de múltiples kits aerodinámicos hasta el 2013. El 14 de agosto de 2011, IndyCar, confirmó que la introducción de múltiples kits aerodinámicos se retrasaría hasta el año 2013 por "razones económicas". Chevrolet y Lotus ya habían anunciado su intención de construir algunos de los nuevos kits aerodinámicos.
El ganador de las 500 Millas de Indianápolis de 2011, Dan Wheldon llevó a cabo la primera prueba oficial del chasis Dallara en el circuito Mid-Ohio en agosto de 2011. Sin embargo, tras de la muerte de Wheldon en 2011 los organizadores de la serie IZOD IndyCar Series, y Dallara anunciaron que en homenaje al piloto que el 2012 el chasis se denominaría la DW12 en su honor.

### Motores 2012: nuevas manufactureras
Los motores serán de 4lt turbo V6, ajustados para producir una gama de 550 a 700 Caballos de Fuerza (410 a 520 kW) con un límite hasta los 12.000 RPM. Todos los motores utilizarán el tipo de combustible Sunoco E85, que se ha venido utilizando desde el 2007, y que en la serie utiliza etanol un porcentaje de 100% para este tipo de combustible. El sistema Push to Pass un sistema similar al KERS utilizado en la Fórmula 1, cuya característica se utilizará desde el año 2012 permitiendo un potencial limitado para poder ganar hasta unos 100 HP en comparación con el actual "Overtake Assist", que sólo proporciona unos 10 a 20 HP. El turbocompresor estará a cargo de BorgWarner.

#### Marcas proveedoras
La lista inicial de marcas proveedoras estaban entre las potenciales inicialmente eran Ford, Cosworth, y Mazda. Honda se convirtió en el primer proveedor en comprometerse a proveer motores para el 2012 y más allá de esta temporada. Su propuesta fue un motor de turbo de 2.2 litros V6 que está siendo desarrollado por Honda Performance Development. El 27 de mayo de 2011, Ganassi y Honda anunciaron su asociación para el año 2012. El 19 de agosto de 2010, Cosworth había anunciado su interés en proveer motores de 4 en línea, Sin embargo, el plan no fue tenido en cuenta. El 12 de noviembre de 2010, Chevrolet fue confirmado como nuevo proveedor de motores para el 2012 con un motor biturbo V6. El motor será construido en un esfuerzo conjunto con Ilmor, y fue presentado en sociedad con Penske Racing. Además, Chevrolet también ofrecerá un kit aerodinámico, que solo será disponible en 2013 de acuerdo al acuerdo hecho por IndyCar frente al Kit Aerodinámico.
Un tercer proveedor de motores se anunció para el 18 de noviembre de 2010 en el LA Auto Show, justo antes de la fecha límite para el cierre de más marcas interesadas en sus propuestas. Lotus construirá un motor biturbo V6 sumándole el kit aerodinámico. El motor es fabricado en asociación con su antiguo constructor de motores John Judd y Jack Brabham, a través de su compañía de motores Engine Developments Ltd. Judd y que anteriormente proveyeron en la serie CART World Series y en las 500 Millas de Indianápolis entre 1987 y 1992, así como en las carreras de autos deportivos y Fórmula 1.

#### Confirmados los proveedores de motores
- Chevrolet[26]
- Honda[23]
- Lotus[12][13][14]

## Desarrollo de la temporada

### Contratos de carreras existentes
- El Honda Grand Prix de San Petersburgo continuará hasta el 2013.[28] Las autoridades municipales buscan extender el contrato hasta el 2014.[29]
- El Barber Motorsports Park firmó un contrato por tres años hasta el 2012.[30]
- Un acuerdo ha sido firmado con la ciudad de Long Beach para extender el Toyota Grand Prix de Long Beach hasta el año 2015 con la opción ser extendido hasta 2020.[31]
- El Sao Paulo Indy 300 tiene un contrato hasta 2019.[32]
- El trazado callejero de Edmonton tiene un contrato hasta el 2013.[33]
- El contrato para el Gran Premio de Baltimore se prevé correrse hasta el 2015. Sin embargo, el problema con el promotor han tenido problemas y se espera la llegada de un nuevo promotor que fue programado para ser anunciado a mediados de febrero.[34][35]
- Michael Andretti ha sido anunciado como el nuevo promotor de la carrera del Milwaukee 225. La carrera, que originalmente no estaba programada para el calendario de IndyCar del 2012, fue anunciada para el 10 de febrero a última hora[36] y ahora se conoce como ahora como IndyFest Milwaukee.

### Nuevas carreras o que regresan
- Gran Premio Indy de Detroit regresa a la programación para el año 2012, después de haber sido eliminado después de la temporada 2008.[37]
- Por primera vez en la historia, la serie visitará China, la carrera se llevará a cabo en circuito callejero de 3,87 millas en la ciudad de Qingdao el 19 de agosto,[38] con planes para construir un circuito permanente para las próximas temporadas.[39]
- La serie volverá al Auto Club Speedway en Fontana, California para una carrera de 400 millas durante la noche del sábado, siendo realizada el 15 de septiembre de 2012.[40][41]

### Carreras que estuvieron a un paso de ser tenidas en cuenta para el calendario 2012 y posiblemente para el 2013
- El calendario originalmente constaba de quince carreras se había anunciado en diciembre de 2011, sin embargo, en medio de especulaciones de una carrera adicional, que se organizaría en Fort Lauderdale, se informó que para enero de 2012 la serie necesitaba albergar como mínimo dieciséis carreras con el fin de cumplir con las obligaciones de los patrocinadores.[42]

### Carreras que ya no forman parte del calendario
- La serie no volverá al New Hampshire Motor Speedway en 2012.[43]
- La Indy 300 de Japón no regresará en 2012.[44]
- La serie no regresará a Kentucky en 2012.[45]
- Las Vegas Motor Speedway fue retirada del calendario debido a la muerte de Dan Wheldon.[46]

## Equipos y pilotos
Todos los equipos componen del nuevo chasís Dallara DW-12 usando el nuevo sistema de seguridad llamado IndyCar Safety Cell que es montado sobre la base del coche y el nuevo Aero-Kit, un nuevo sistema de Aerodinámico implementado desde 2012. Todos usan Neumáticos F Firestone.
| Equipo                         | Motor           | #  | Pilotos             | Rondas                  |
| ------------------------------ | --------------- | -- | ------------------- | ----------------------- |
| A. J. Foyt Enterprises         | Honda           | 14 | Mike Conway         | Todas                   |
| A. J. Foyt Enterprises         | Honda           | 41 | Wade Cunningham (R) | Ronda 5                 |
| Andretti Autosport             | Chevrolet       | 17 | Sebastián Saavedra  | Ronda 5                 |
| Andretti Autosport             | Chevrolet       | 25 | Ana Beatriz         | Rondas 4–5              |
| Andretti Autosport             | Chevrolet       | 26 | Marco Andretti      | Todas                   |
| Andretti Autosport             | Chevrolet       | 27 | James Hinchcliffe   | Todas                   |
| Andretti Autosport             | Chevrolet       | 28 | Ryan Hunter-Reay    | Todas                   |
| Chip Ganassi Racing            | Honda           | 9  | Scott Dixon         | Todas                   |
| Chip Ganassi Racing            | Honda           | 10 | Dario Franchitti    | 1-4, 6-15               |
| Chip Ganassi Racing            | Honda           | 50 | Dario Franchitti    | 5                       |
| Chip Ganassi Racing            | Honda           | 38 | Graham Rahal        | Todas                   |
| Chip Ganassi Racing            | Honda           | 83 | Charlie Kimball     | Rondas 1 - 11 y 13 - 15 |
| Chip Ganassi Racing            | Honda           | 83 | Giorgio Pantano     | Ronda 12                |
| Dale Coyne Racing              | Honda Chevrolet | 18 | Justin Wilson       | Todas                   |
| Dale Coyne Racing              | Honda Chevrolet | 19 | James Jakes         | Todas                   |
| Dreyer & Reinbold Racing       | Lotus           | 22 | Oriol Servià        | Rondas 1 – 4            |
| Dreyer & Reinbold Racing       | Chevrolet       | 22 | Oriol Servià        | Rondas 5 – 15           |
| Ed Carpenter Racing            | Chevrolet       | 20 | Ed Carpenter        | Todas                   |
| KV Racing Technology           | Chevrolet       | 5  | E. J. Viso          | Todas                   |
| KV Racing Technology           | Chevrolet       | 8  | Rubens Barrichello  | Todas                   |
| KV Racing Technology           | Chevrolet       | 11 | Tony Kanaan         | Todas                   |
| Lotus-Dragon Racing            | Lotus           | 6  | Katherine Legge (R) | Todas                   |
| Lotus-Dragon Racing            | Lotus           | 7  | Sébastien Bourdais  | Rondas 1–7, 9–15        |
| Lotus–Fan Force United         | Lotus           | 64 | Jean Alesi (R)      | 5                       |
| Lotus-HVM Racing               | Lotus           | 78 | Simona de Silvestro | Todas                   |
| Panther Racing                 | Chevrolet       | 4  | J. R. Hildebrand    | Todas                   |
| Rahal Letterman Lanigan Racing | Honda           | 15 | Takuma Satō         | Todas                   |
| Rahal Letterman Lanigan Racing | Honda           | 30 | Michel Jourdain Jr. | Ronda 5                 |
| Schmidt-Hamilton Motorsports   | Honda           | 77 | Simon Pagenaud (R)  | Todas                   |
| Schmidt-Hamilton Motorsports   | Honda           | 99 | Townsend Bell       | Ronda 5                 |
| Sarah Fisher Hartman Racing    | Honda           | 39 | Bryan Clauson (R)   | Ronda 5                 |
| Sarah Fisher Hartman Racing    | Honda           | 67 | Josef Newgarden (R) | Rondas 1 - 13 y 15      |
| Sarah Fisher Hartman Racing    | Honda           | 67 | Bruno Junqueira     | Ronda 14                |
| Team Barracuda – BHA           | Lotus           | 98 | Alex Tagliani       | Rondas 1 – 3            |
| Team Barracuda – BHA           | Chevrolet       | 98 | Alex Tagliani       | Rondas 5 – 15           |
| Team Penske                    | Chevrolet       | 2  | Ryan Briscoe        | Todas                   |
| Team Penske                    | Chevrolet       | 3  | Hélio Castroneves   | Todas                   |
| Team Penske                    | Chevrolet       | 12 | Will Power          | Todas                   |

- (R) - Piloto Rookie/Piloto Novato
- Bryan Clauson (R) intentará clasificarse para la 500 Millas de Indianápolis debido a su obtención de la beca Road to Indy, que obtuvo por ganar el Campeonato de 2011 de la USAC.
- El equipo Newman/Haas Racing anunció que no competiría en 2012 la temporada completa. Para el 1 de diciembre de 2011 habían decidido reconsiderar dicha idea pero tan solo presentándose para correr las 500 millas de Indianápolis con el piloto ex-Fórmula 1 Jean Alesi, conduciendo para el equipo de la 500 Millas de Indianápolis.[47] La entrada fue retirada posteriormente por falta de patrocinio.

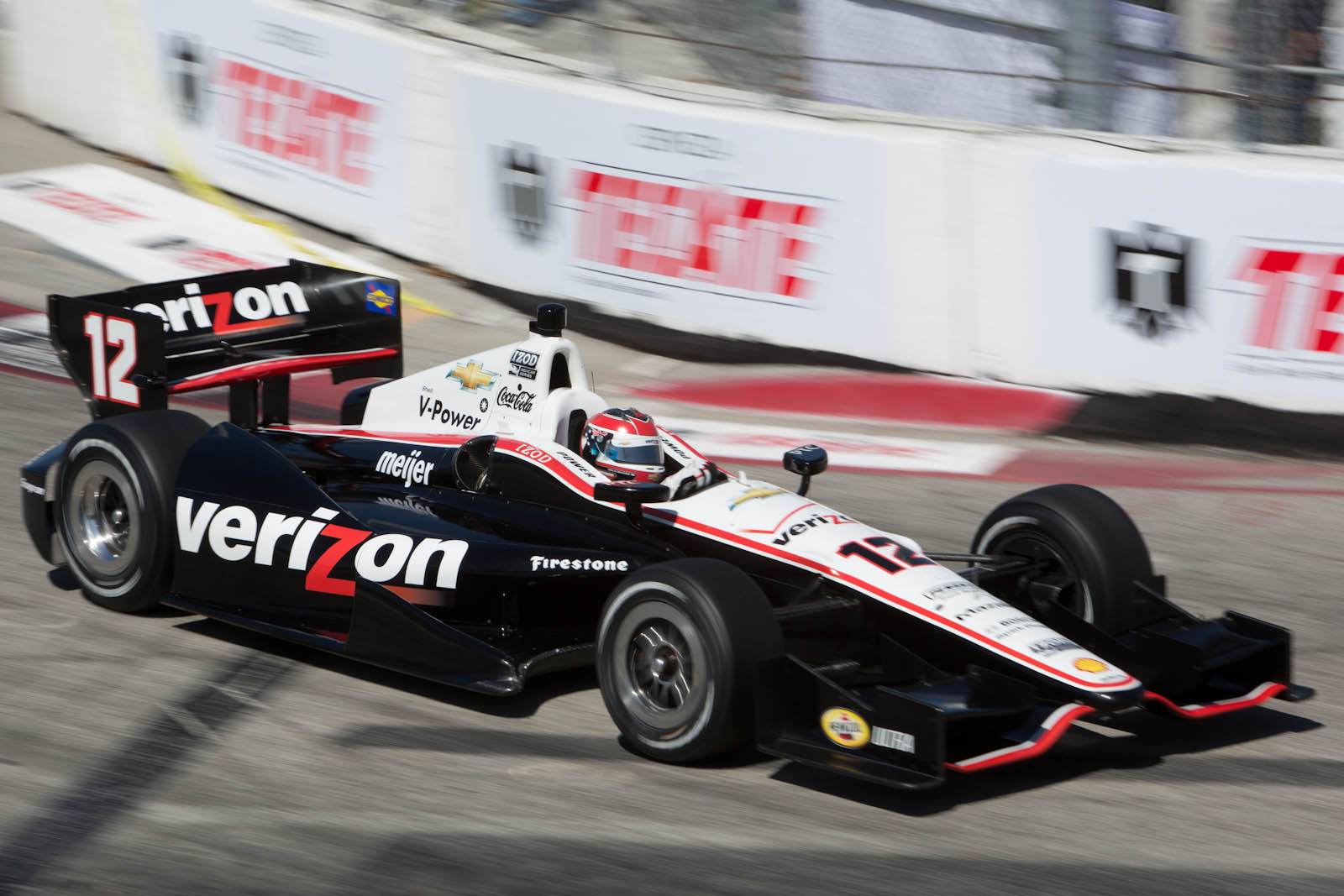
Will Power en el Gran Premio de Long Beach

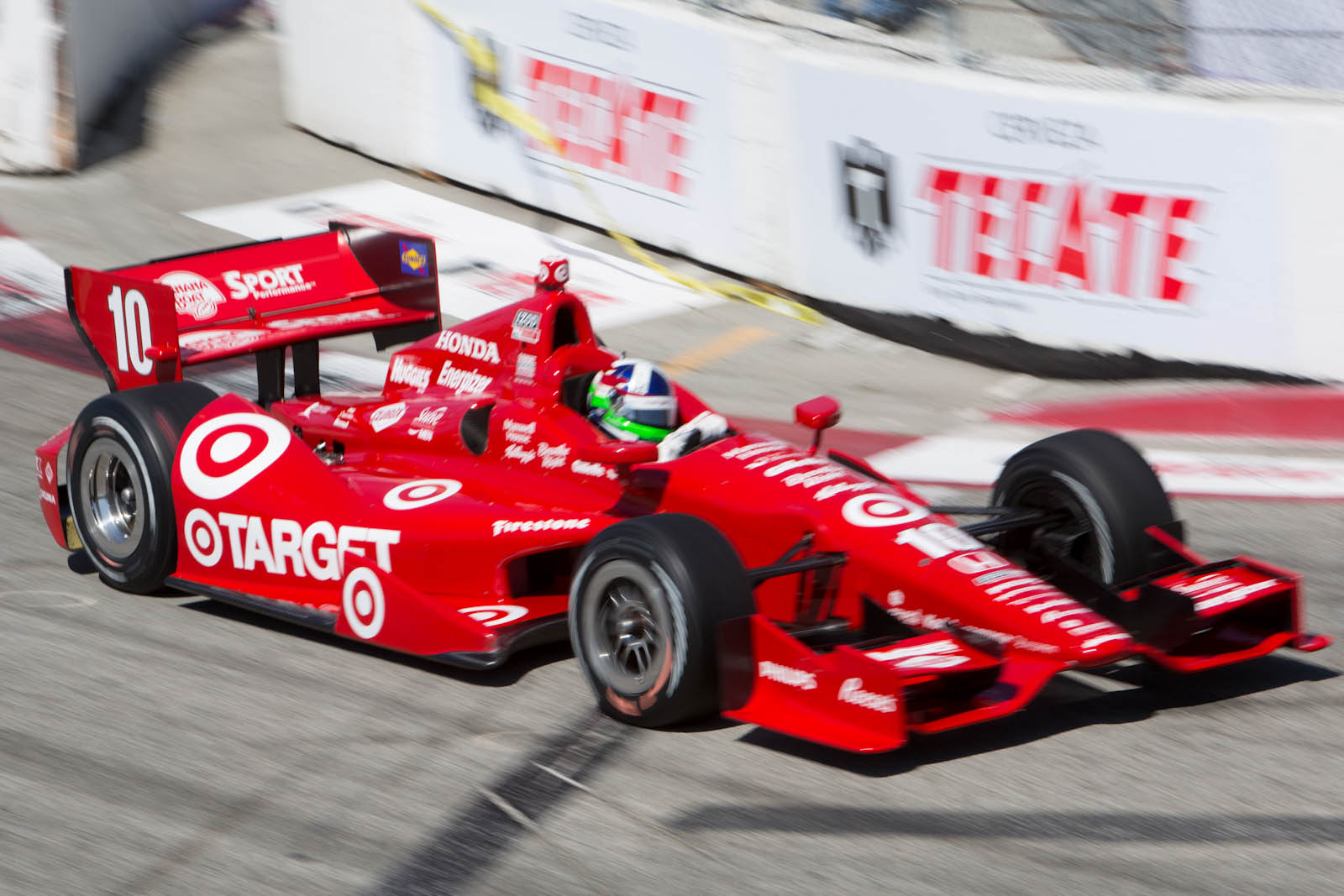
Dario Franchitti en el Gran Premio de Long Beach

## Calendario
Este es el siguiente listado de las carreras programadas para la temporada 2012, no obstante, están sujetas a cambios. Los derechos de transmisión en Latinoamérica fueron recuperados por ESPN Latinoamérica, abajo, se indica el canal para Latinoamérica del grupo ESPN donde se transmitirá cada carrera (sujeta a cambios).
| Ronda | Fecha            | Carrera                                                               | Pista                                 | Lugar                   | Hora (Horario de EE. UU.) | TV (EE. UU.)       | TV (Latinoamérica) |
| ----- | ---------------- | --------------------------------------------------------------------- | ------------------------------------- | ----------------------- | ------------------------- | ------------------ | ------------------ |
| 1     | 25 de marzo      | Honda Grand Prix of St. Petersburg                                    | Circuito callejero de San Petersburgo | St. Petersburg, Florida | 12:30pm                   | ABC                | ESPN 3             |
| 2     | 1 de abril       | Honda Indy Grand Prix de Alabama                                      | Barber Motorsports Park               | Birmingham, Alabama     | 2:00pm                    | NBC Sports Network | ESPN 3             |
| 3     | 15 de abril      | 38th Toyota Grand Prix of Long Beach                                  | Circuito callejero de Long Beach      | Long Beach, California  | 3:30pm                    | NBC Sports Network | ESPN 3             |
| 4     | 29 de abril      | Itaipava São Paulo Indy 300 presented by Nestlé                       | Circuito callejero de San Pablo       | São Paulo, Brasil       | 12:00pm                   | NBC Sports Network | ESPN 3             |
| 5     | 27 de mayo       | 96th Indianapolis 500-Mile Race                                       | Indianapolis Motor Speedway           | Speedway, Indiana       | 11:00am                   | ABC                | ESPN/ESPN HD       |
| 6     | 3 de junio       | Chevrolet Detroit Belle Isle Grand Prix presented by ShopAutoWeek.com | Circuito callejero de Detroit         | Detroit, Míchigan       | 3:30pm                    | ABC                | ESPN 3             |
| 7     | 9 de junio       | Firestone 550                                                         | Texas Motor Speedway                  | Fort Worth, Texas       | 8:00pm                    | NBC Sports Network | ESPN 3             |
| 8     | 16 de junio      | Milwaukee IndyFest presented by XYQ                                   | Milwaukee Mile                        | West Allis, Wisconsin   | 1:00pm                    | ABC                | ESPN 3             |
| 9     | 23 de junio      | Iowa Corn Indy 250                                                    | Iowa Speedway                         | Newton, Iowa            | 8:00pm                    | NBC Sports Network | ESPN 3             |
| 10    | 8 de julio       | Honda Indy Toronto                                                    | Circuito callejero de Toronto         | Toronto, Ontario        | 12:30pm                   | ABC                | ESPN 3             |
| 11    | 22 de julio      | Edmonton Indy                                                         | Edmonton City Centre Airport          | Edmonton, Alberta       | 2:00pm                    | NBC Sports Network | ESPN 3             |
| 12    | 5 de agosto      | Honda Indy 200 at Mid-Ohio                                            | Mid-Ohio Sports Car Course            | Lexington, Ohio         | 12:30pm                   | ESPN on ABC        | ESPN 3             |
|       | 19 de agosto     | Indy Qingdao 600                                                      | Circuito callejero de Qingdao         | Qingdao, China          | 11:55pm                   | NBC Sports Network | Carrera cancelada  |
| 13    | 26 de agosto     | Indy Grand Prix de Sonoma                                             | Sonoma Raceway                        | Sonoma, California      | 4:00pm                    | NBC Sports Network | ESPN 3             |
| 14    | 2 de septiembre  | Grand Prix of Baltimore presented by SRT                              | Circuito callejero de Baltimore       | Baltimore, Maryland     | 2:00pm                    | NBC Sports Network | ESPN 3             |
| 15    | 15 de septiembre | MAVTV 500 INDYCAR World Championships                                 | Auto Club Speedway                    | Fontana, California     | 8:00pm                    | NBC Sports Network | ESPN 3             |

     Óvalo/
     Circuito mixto/Circuito callejero
     Circuito permanente

## Resultados
| Ronda | Carrera         | Pole position         | Vuelta pápida    | Mayor número de vueltas lideradas | Piloto ganador    | Equipo ganador      |
| ----- | --------------- | --------------------- | ---------------- | --------------------------------- | ----------------- | ------------------- |
| 1     | San Petersburgo | Will Power            | Will Power       | Scott Dixon                       | Hélio Castroneves | Team Penske         |
| 2     | Barber          | Hélio Castroneves     | Will Power       | Scott Dixon                       | Will Power        | Team Penske         |
| 3     | Long Beach      | Ryan Briscoe (*)      | Tony Kanaan      | Simon Pagenaud                    | Will Power        | Team Penske         |
| 4     | São Paulo       | Will Power            | Josef Newgarden  | Will Power                        | Will Power        | Team Penske         |
| 5     | Indianápolis    | Ryan Briscoe          | Marco Andretti   | Marco Andretti                    | Dario Franchitti  | Chip Ganassi Racing |
| 6     | Detroit         | Scott Dixon           | Justin Wilson    | Scott Dixon                       | Scott Dixon       | Chip Ganassi Racing |
| 7     | Texas           | Alex Tagliani         | Ryan Briscoe     | Scott Dixon                       | Justin Wilson     | Dale Coyne Racing   |
| 8     | Milwaukee       | Dario Franchitti      | Ryan Hunter-Reay | Ryan Hunter-Reay                  | Ryan Hunter-Reay  | Andretti Autosport  |
| 9     | Iowa            | Dario Franchitti      | Ed Carpenter     | Hélio Castroneves                 | Ryan Hunter-Reay  | Andretti Autosport  |
| 10    | Toronto         | Dario Franchitti      | Josef Newgarden  | Ryan Hunter-Reay                  | Ryan Hunter-Reay  | Andretti Autosport  |
| 11    | Edmonton        | Ryan Hunter-Reay (**) | Josef Newgarden  | Alex Tagliani                     | Hélio Castroneves | Team Penske         |
| 12    | Mid-Ohio        | Will Power            | Oriol Servià     | Will Power                        | Scott Dixon       | Chip Ganassi Racing |
| 13    | Sonoma          | Will Power            | Ryan Hunter-Reay | Will Power                        | Ryan Briscoe      | Team Penske         |
| 14    | Baltimore       | Will Power            | Will Power       | Will Power                        | Ryan Hunter-Reay  | Andretti Autosport  |
| 15    | Fontana         | Marco Andretti        | Dario Franchitti | Ed Carpenter                      | Ed Carpenter      | Ed Carpenter Racing |

     Ovalo/
     Circuito Mixto/Circuito Callejero
     Circuito Permanente

(*) Ryan Briscoe y otros 16 pilotos que habían alcanzado las primeras posiciones en la parrilla de salida durante las clasificaciones tuvieron cambios de motor, por lo que fueron penalizados con 10 lugares atrás, Ryan Briscoe había alcanzado la Pole Position, en su lugar, Dario Franchitti fue quien partiría en 1° lugar en la parrilla de salida.

(**) Ryan Hunter-Reay que había logrado la Pole Position tuvo que cambiar de motor, por lo que fue penalizado con 10 lugares atrás, en su lugar, Dario Franchitti fue quien partiría en 1° lugar en la parrilla de salida.

## Estadísticas

### Campeonato de Pilotos
| Pos. | Piloto              | STP | ALA | LBH | SAO | INDY | DET | TEX | MIL | IOW | TOR | EDM | MDO | SNM | BAL | FON | Puntos |
| ---- | ------------------- | --- | --- | --- | --- | ---- | --- | --- | --- | --- | --- | --- | --- | --- | --- | --- | ------ |
| 1    | Ryan Hunter-Reay    | 3   | 12  | 6   | 2   | 273  | 7   | 21  | 1*  | 1   | 1*  | 7   | 24  | 18  | 1   | 4   | 468    |
| 2    | Will Power          | 7   | 1   | 1   | 1*  | 285  | 4   | 8   | 12  | 23  | 15  | 3   | 2*  | 2*  | 6*  | 24  | 465    |
| 3    | Scott Dixon         | 2*  | 2*  | 23  | 17  | 215  | 1*  | 18* | 11  | 4   | 25  | 10  | 1   | 13  | 4   | 3   | 435    |
| 4    | Hélio Castroneves   | 1   | 3   | 13  | 4   | 106  | 17  | 7   | 6   | 6*  | 6   | 1   | 16  | 6   | 10  | 5   | 431    |
| 5    | Simon Pagenaud RY   | 6   | 5   | 2*  | 12  | 1623 | 3   | 6   | 13  | 5   | 12  | 20  | 3   | 7   | 3   | 15  | 387    |
| 6    | Ryan Briscoe        | 5   | 14  | 7   | 25  | 51   | 16  | 3   | 14  | 18  | 19  | 8   | 7   | 1   | 2   | 17  | 370    |
| 7    | Dario Franchitti    | 13  | 10  | 15  | 5   | 116  | 2   | 14  | 19  | 25  | 17  | 6   | 17  | 3   | 13  | 2   | 363    |
| 8    | James Hinchcliffe   | 4   | 6   | 3   | 6   | 62   | 21  | 4   | 3   | 17  | 22  | 12  | 5   | 26  | 15  | 13  | 358    |
| 9    | Tony Kanaan         | 25  | 21  | 4   | 13  | 38   | 6   | 11  | 2   | 3   | 4   | 18  | 6   | 10  | 20  | 18  | 351    |
| 10   | Graham Rahal        | 12  | 4   | 24  | 16  | 1312 | 19  | 2   | 9   | 9   | 23  | 4   | 11  | 5   | 11  | 6   | 333    |
| 11   | J. R. Hildebrand    | 19  | 15  | 5   | 7   | 1418 | 14  | 5   | 22  | 22  | 7   | 21  | 9   | 8   | 12  | 11  | 294    |
| 12   | Rubens Barrichello  | 17  | 8   | 9   | 10  | 1110 | 25  | 24  | 10  | 7   | 11  | 13  | 15  | 4   | 5   | 22  | 289    |
| 13   | Oriol Servià        | 16  | 13  | 16  | 11  | 427  | 5   | 20  | 4   | 21  | 5   | 24  | 25  | 19  | 7   | 19  | 287    |
| 14   | Takuma Satō         | 22  | 24  | 8   | 3   | 1719 | 20  | 22  | 20  | 12  | 9   | 2   | 13  | 27  | 21  | 7   | 281    |
| 15   | Justin Wilson       | 10  | 19  | 10  | 22  | 721  | 22  | 1   | 23  | 10  | 21  | 9   | 18  | 11  | 17  | 23  | 278    |
| 16   | Marco Andretti      | 14  | 11  | 25  | 14  | 24*4 | 11  | 17  | 15  | 2   | 16  | 14  | 8   | 25  | 14  | 8   | 278    |
| 17   | Alex Tagliani       | 15  | 26  | 21  |     | 1211 | 10  | 9   | 7   | 16  | 10  | 5*  | 10  | 9   | 8   | 20  | 272    |
| 18   | Ed Carpenter        | 18  | 22  | 14  | 21  | 2128 | 12  | 12  | 8   | 8   | 18  | 22  | 22  | 20  | 25  | 1*  | 261    |
| 19   | Charlie Kimball     | 9   | 25  | 18  | 8   | 814  | 8   | 23  | 17  | 11  | 2   | 19  |     | 21  | 18  | 10  | 260    |
| 20   | Ernesto Viso        | 8   | 18  | 12  | 9   | 189  | 18  | 19  | 5   | 24  | 20  | 16  | 20  | 16  | 9   | 25  | 244    |
| 21   | Mike Conway         | 20  | 7   | 22  | 19  | 29   | 9   | 16  | 16  | 20  | 3   | 11  | 21  | 14  | 16  |     | 233    |
| 22   | James Jakes         | 26  | 16  | 11  | 15  | 1517 | 23  | 10  | 21  | 13  | 8   | 25  | 19  | 12  | 24  | 12  | 232    |
| 23   | Josef Newgarden R   | 11  | 17  | 26  | 23  | 257  | 15  | 13  | 25  | 19  | 13  | 17  | 12  | 23  |     | 16  | 200    |
| 24   | Simona de Silvestro | 24  | 20  | 20  | 24  | 32   | 13  | 25  | 24  | 14  | 24  | 23  | 23  | 17  | 22  | 26  | 182    |
| 25   | Sébastien Bourdais  | 21  | 9   | 17  | 18  | 2025 | 24  |     |     |     | 14  | 15  | 4   | 22  | 23  |     | 173    |
| 26   | Katherine Legge R   | 23  | 23  | 19  | 26  | 2230 |     | 15  | 18  | 15  |     |     |     | 24  |     | 9   | 137    |
| 27   | Sebastián Saavedra  |     |     |     |     | 2624 |     |     |     |     |     |     |     | 15  |     | 21  | 41     |
| 28   | Wade Cunningham R   |     |     |     |     | 3126 |     |     |     |     |     |     |     |     |     | 14  | 29     |
| 29   | Ana Beatriz         |     |     |     | 20  | 2313 |     |     |     |     |     |     |     |     |     |     | 28     |
| 30   | Townsend Bell       |     |     |     |     | 920  |     |     |     |     |     |     |     |     |     |     | 26     |
| 31   | Giorgio Pantano R   |     |     |     |     |      |     |     |     |     |     |     | 14  |     |     |     | 16     |
| 32   | Michel Jourdain Jr. |     |     |     |     | 1922 |     |     |     |     |     |     |     |     |     |     | 16     |
| 33   | Bryan Clauson R     |     |     |     |     | 3031 |     |     |     |     |     |     |     |     |     |     | 13     |
| 34   | Jean Alesi R        |     |     |     |     | 33   |     |     |     |     |     |     |     |     |     |     | 13     |
| 35   | Bruno Junqueira     |     |     |     |     |      |     |     |     |     |     |     |     |     | 19  |     | 12     |
| Pos. | Piloto              | STP | ALA | LBH | SAO | INDY | DET | TEX | MIL | IOW | TOR | EDM | MDO | SNM | BAL | FON | Puntos |

| Color   | Resultado                    |
| ------- | ---------------------------- |
| Oro     | Ganador                      |
| Plata   | 2.º lugar                    |
| Bronce  | 3.er lugar                   |
| Verde   | 4.º y 5.º lugar (top 5)      |
| Celeste | 6.º a 10.º lugar (top 10)    |
| Azul    | Finalizó (afuera del top 10) |
| Violeta | No terminó                   |
| Rojo    | DNQ - No se clasificó        |
| Marrón  | Wth - Retirado               |
| Negro   | DSQ - Descalificado          |
| Blanco  | DNS - No empezó              |
| Blanco  | C - Carrera cancelada        |

| Estado  | Resultado                                |
| ------- | ---------------------------------------- |
| Negrita | Pole position                            |
| Cursiva | Vuelta rápida                            |
| L       | Lideró al menos una vuelta de la carrera |
| *       | Quien lideró más vueltas en la carrera   |
| RY      | Novato del Año                           |
| R       | Novato                                   |

Los puntos se otorgan a los pilotos sobre las siguientes bases:
| Posición                               | 1  | 2  | 3  | 4  | 5  | 6  | 7  | 8  | 9  | 10 | 11 | 12 | 13 | 14 | 15 | 16 | 17 | 18 | 19 | 20 | 21 | 22 | 23 | 24 | 25 | 26 | 27 | 28 | 29 | 30 | 31 | 32 | 33 |
| -------------------------------------- | -- | -- | -- | -- | -- | -- | -- | -- | -- | -- | -- | -- | -- | -- | -- | -- | -- | -- | -- | -- | -- | -- | -- | -- | -- | -- | -- | -- | -- | -- | -- | -- | -- |
| Puntos por Carrera                     | 50 | 40 | 35 | 32 | 30 | 28 | 26 | 24 | 22 | 20 | 19 | 18 | 17 | 16 | 15 | 14 | 13 | 12 | 12 | 12 | 12 | 12 | 12 | 12 | 10 | 10 | 10 | 10 | 10 | 10 | 10 | 10 | 10 |
| Puntos por la calificación en Indy 500 | 15 | 13 | 12 | 11 | 10 | 9  | 8  | 7  | 6  | 4  | 4  | 4  | 4  | 4  | 4  | 4  | 4  | 4  | 4  | 4  | 4  | 4  | 4  | 4  | 3  | 3  | 3  | 3  | 3  | 3  | 3  | 3  | 3  |

- Los Puntos extra son otorgados por la calificación en Indianápolis basándose en el rendimiento de los conductores.
- Los empates en puntos serán rotos por el número de victorias, seguido de un número de los mejores 2° Lugares, 3° Lugares, etc, y luego por el número de posiciones de número de poles, seguido por el número de veces haber calificado de segundo, etc

#### Incidentes de carrera
(*) Se le restaron 5 puntos por maniobra ilegal en Texas.
(**) Se le restó un punto por maniobra ilegal Texas.

### Campeonato de Fabricantes
| Pos. | Fabricante | STP | ALA | LBH | SAO | INDY | DET | TEX | MIL | IOW | TOR | EDM | MDO | SNM | BAL | FON | Puntos |
| ---- | ---------- | --- | --- | --- | --- | ---- | --- | --- | --- | --- | --- | --- | --- | --- | --- | --- | ------ |
| 1    | Chevrolet  | 1   | 1   | 1   | 1   | 3    | 4   | 3   | 1   | 1   | 1   | 1   | 2   | 1   | 1   | 1   | 123    |
| 2    | Honda      | 2   | 2   | 2   | 3   | 1    | 1   | 1   | 7   | 4   | 2   | 2   | 1   | 3   | 3   | 2   | 102    |
| 3    | Lotus      | 15  | 9   | 16  | 11  | 32   | 13  | DNS | 24  | 14  | 24  | 23  | 23  | 17  | 22  | 26  | 60     |
| Pos. | Fabricante | STP | ALA | LBH | SAO | INDY | DET | TEX | MIL | IOW | TOR | EDM | MDO | SNM | BAL | FON | Puntos |

| Color  | Resultados  | Puntos |
| ------ | ----------- | ------ |
| Oro    | 1ª posición | 9      |
| Plata  | 2ª posición | 6      |
| Bronce | 3ª posición | 3      |

- Los puntos para el campeonato de fabricantes se otorgan sobre la base de la posición final más alta lograda por los coches acabados de cada fabricante respectiva en cada carrera.